# Наше время (газета, Ростов-на-Дону)
«Наше время» — областная общественно-политическая газета, одна из старейших газет Ростовской области.
Официальный публикатор законодательных актов Ростовской области.
При газете существует четыре специальных выпуска:
- «Аксинья» — газета о женщинах и для женщин. Лауреат Всероссийского конкурса «Золотой гонг» в номинации «Лучшее региональное издание для женщин».
- «Фазенда»
- «Мир наизнанку»
- «АМА-пресс» (агентство молодых авторов)

Издается с 15 апреля 1921 года. До 1991 года — газета «Комсомолец».

## Главные редакторы газеты
- с 2000 года — В. Н. Южанская
- ? — ? — Л. Н. Калинина
- ? — ? — К. Ф. Луганский

## Известные сотрудники
- Афанасьева, Елена Ивановна (1965) — российский журналист, писатель, директор Дирекции креативного планирования Первого канала.
- Барановский, Михаил Анатольевич (1963) — журналист, сценарист, драматург и писатель.
- Ваганов, Игорь Александрович (1959) — российский рок-журналист, художник, продюсер, организатор и участник множества медиа и арт-проектов в России и за рубежом.
- Гаркушев, Евгений Николаевич (1972) — российский писатель фантаст, сценарист.
- Евтушенко, Алексей Анатольевич (1957) — фантаст, поэт, карикатурист, автор и исполнитель собственных песен.
- Пилипенко, Галина Анатольевна (1961) — российская журналистка, главный редактор журнала «Ура Бум-Бум!» (1988—1993) и сайта «Неофициальные новости Ростова-на-Дону»[1].
- Прийма, Алексей Константинович (1947) — русский поэт, литературовед, исследователь аномальных явлений, руководитель «Центра по исследованию аномальных контактных ситуаций».
- Скрыль, Наталья Владимировна (1972—2002) — российская журналистка. Убита 8 марта 2002 в Таганроге. Коллеги считают, что мотивы убийства политические[2].
- Тимофеев, Сергей Анатольевич (1959—1993) — российский художник, поэт, музыкант. Основатель ростовской музыкальной группы Пекин Роу-Роу, главный художник Четвертого канала Останкино[1].
- Чупринин, Сергей Иванович (1947) — российский литературный критик и публицист, главный редактор журнала «Знамя».
- Яковлев, Борис Григорьевич (1931—2011) — советский и российский литературный критик, журналист, писатель и публицист.

## Награды и премии
- Лауреат всероссийского конкурса «Золотой гонг» в номинации «Действенность публикаций».[источник не указан 1220 дней]